# Conocimiento situado
Conocimiento situado es un concepto que hace referencia a una postura epistemológica crítica desarrollada por Donna Haraway en Ciencia, cyborgs y mujeres: la reinvención de la naturaleza (1991). Esta nace de una crítica a la epistemología feminista. El conocimiento situado propone hablar de los objetos de estudio poniendo en evidencia el lugar desde el cual se parte, ya que, independientemente del tipo de método empleado, ningún conocimiento está desligado de su contexto ni de la subjetividad de quién lo emite.
Haraway propone especificar desde qué punto de vista se parte y por qué ese y no otro. De esta manera se hace explícito el posicionamiento político –ya que los puntos de vista no son nunca neutros– de una manera ética (explicando cuál es el enfoque sin dar lugar a ambigüedades).
Hay muchos lugares desde donde mirar la realidad y por lo tanto se hace necesario mostrar cuál es la perspectiva desde la que miramos, por eso el conocimiento siempre será parcial y situado. De la articulación de todas las miradas y perspectivas podremos tener un conocimiento más cercano o profundo de la realidad. 
Propone también el término de objetividad radical que trata de asumir esa parcialidad, al mismo tiempo que la validez de ese conocimiento en tanto es real desde el punto de vista de quien lo produce. Esta postura trata de romper la desigualdad que entre qué sujetos pueden conocer y cuáles no. 
Una investigación es una forma de difracción (producir y complejizar la teoría) en lugar de la reflexión (representación de la realidad)

## Precedentes

### Teoría del punto de vista feminista
Sandra Harding, en Ciencia y Feminismo (1986) hace una crítica al conocimiento científico empirista y positivista (es decir, con pretensiones esencialistas y de encontrar verdades absolutas), y partiendo del materialismo histórico, expone que existen diversidad de puntos de vista según su estratificación social y su pertenencia a grupos.
También nos dice que las mujeres, por ocupar una posición de subordinación (a lo largo de la historia occidental) tendrán un punto de vista diferente a la hora de generar conocimiento, el cual será menos interesado, y por tanto, más explicativo. Así, habla de un sujeto epistémico privilegiado, que es aquel que, por su condición de sujeto oprimido, podrá conocer desde un punto de vista menos interesado que el de los sujetos opresores (aplíquese en este caso de mujeres creadoras de conocimiento frente a un mundo científico de hombres con pretensiones de verdad, así como también ese sujeto epistémico privilegiado puede pensarse desde el obrero frente su patrón, el judío frente al nazi, o los pacientes frente sus psiquiatras). Las epistemologías feministas del punto de vista, "herederas de Hegel, Marx, Engels y Lukács, defienden la superioridad del conocimiento de los subyugados sobre el conocimiento del «amo», siempre parcial y perverso."
Con anterioridad a Harding, Nancy Harstock en 1983 explicita que la mirada de las mujeres siempre queda fuera de la perspectiva dominante. Partiendo también del materialismo histórico expone que esos valores de uso nunca tenidos en cuenta que culturalmente han estado ligados al rol tradicional de la mujer (cuidar hijos, cuidar los ancianos, tratar con el entendimiento y la empatía con otras personas...), hacen desarrollar en las mujeres habilidades que ayudarán a que su conexión con el objeto de estudio sea otra diferente que la dada desde las relaciones de poder; permiten más reflexividad con el objeto de estudio, ya que la mujer es extraña a los poderes dominantes.

## Crítica y aportaciones de Haraway
Haraway dirá que esto pasa con todos los grupos oprimidos, pero que la diferencia de género está más fundamentada puesto que la tenemos todos interiorizada, y propone que cada minoría mire y analice su realidad, para luego articular esas minorías. Expone entonces que hay que estudiar las interacciones entre todos los ejes de desigualdad (género, clase, raza,...).
Como precedente directo del Conocimiento situado, Harding, en su artículo ¿Existe un método feminista? (1987) donde examina las cualidades de los mejores estudios feministas, remarca que estos estudios "insisten en que la investigadora o el investigador se coloque en el mismo plano crítico que el objeto explícito de estudio, recuperando de esta manera el proceso entero de investigación para analizarlo junto con los resultados de la misma. En otras palabras, la clase, la raza, la cultura, las presuposiciones en torno al género, las creencias y los comportamientos de la investigadora, o del investigador mismo, deben ser colocados dentro del marco de la pintura que ella o él desean pintar. (...) Significa (...) explicitar el género, la raza, la clase y los rasgos culturales del investigador y, si es posible, la manera como ella o él sospechan que todo eso haya influido en el proyecto de investigación. (...) Así, la investigadora o el investigador se nos presentan no como la voz invisible y anónima de la autoridad, sino como la de un individuo real, histórico, con deseos e intereses particulares y específicos." Contrariando la posición "objetivista" nos dice que añadir a la investigación ese punto de vista del sujeto investigador no es ingenuidad sino "una respuesta al reconocimiento de que las creencias y comportamientos culturales de las investigadoras feministas moldean los resultados de sus análisis tanto como lo hacen los de los investigadores sexistas y androcéntricos".
Lo que critica Haraway al Punto de vista feminista es cierto esencialismo, ya que hablan de las "experiencias de mujeres" como si fuera algo unívoco y el dualismo que provoca contraponiendo las "experiencias de mujeres" a las "experiencias de hombres". Existen unos ejes de desigualdad, así como muchos tipos de mujeres. Entonces, la investigadora o investigador tendrá que tener en cuenta esa fragmentación de las subjetividades que genera un conocimiento distinto acerca de la desigualdad y que hará, por tanto, que el conocimiento siempre tenga que ser parcial y situado.